# تذنيب (شعر)
التذنيب أن يأتي الشاعر بألفاظ تقصر عن العروض، فيضطر إلى الزياد فيها. كقول الكميت: لا كعبدِ المليكِ أو كيزيدِ — أو سليمان بعدُ أو كهشامِ. فالملك والمليك اسمان لله عز وجل، وليس إذا سمي إنسان بالتعبد لأحدهما، وجب أن يكون مسمى بالآخر، كما أنه ليس من سمى عبد الرحمن هو من سمى عبد الله. والتذنيب عكس التثليم.

## انظر أبضا
- تذييل (عروض)
- تتميم (عروض)
- تغيير (عروض)
- ترفيل
- إجازة (شعر)
- استزادة (شعر)